# Copa Campeón de Campeones
Copa Campeón de Campeones – coroczne rozgrywki piłkarskie w formie superpucharu rozgrywane w Gwatemali pomiędzy drużyną, która wygrała rozgrywki ligowe w sezonie Apertura (jesień) i drużyną, która wygrała ligowy sezon Clausura (wiosna).
Pierwsze spotkanie o superpuchar odbyło się w 1952 roku, lecz na przestrzeni lat odbywał się nieregularnie i był kilkukrotnie wznawiany. Historycznie w meczu o superpuchar brały udział mistrz Gwatemali oraz zdobywca pucharu Gwatemali, podobnie jak w krajach europejskich. Gdy ta sama drużyna zdobyła mistrzostwo i puchar, automatycznie otrzymywała również superpuchar. Dopiero od 2019 roku o trofeum rywalizują dwaj mistrzowie Gwatemali.

## Triumfatorzy
| Sezon    | Zwycięzca               | Finał                   | Drugie miejsce          |
| -------- | ----------------------- | ----------------------- | ----------------------- |
| 1952     | Municipal (1)           | 2–1                     | Comunicaciones          |
| 1954     | Tipografía Nacional (1) | Tipografía Nacional (1) | Tipografía Nacional (1) |
| 1955     | Comunicaciones (1)      | 2–0                     | Municipal               |
| 1957     | Comunicaciones (2)      | 1–0                     | IRCA                    |
| 1959     | Comunicaciones (3)      | 2–1                     | Aurora                  |
| 1960     | Comunicaciones (4)      | 3–1                     | Municipal               |
| 1963     | Xelajú MC (1)           | Xelajú MC (1)           | Xelajú MC (1)           |
| 1967     | Municipal (2)           | 3–0                     | Aurora                  |
| 1968     | Aurora (1)              | Aurora (1)              | Aurora (1)              |
| 1977     | Municipal (3)           | 2–1                     | Xelajú MC               |
| 1980     | Galcasa (1)             |                         | Xelajú MC               |
| 1983     | Comunicaciones (5)      | Comunicaciones (5)      | Comunicaciones (5)      |
| 1984     | Suchitepéquez (1)       | 1–1 (5–4 k)             | Comunicaciones          |
| 1985     | Comunicaciones (6)      | 3–1                     | Juventud Retalteca      |
| 1986     | Aurora (2)              | 2–0                     | Comunicaciones          |
| 1991     | Comunicaciones (7)      | Comunicaciones (7)      | Comunicaciones (7)      |
| 1994 (1) | Municipal (4)           | 3–0                     | Suchitepéquez           |
| 1994 (2) | Comunicaciones (8)      | 1–0                     | Municipal               |
| 1994 (2) | Comunicaciones (8)      | 0–1 (5–4 k)             | Municipal               |
| 1996     | Municipal (5)           | 2–1                     | Xelajú MC               |
| 1996     | Municipal (5)           | 0–0                     | Xelajú MC               |
| 1997 (1) | Comunicaciones (9)      | 3–3 (7–6 k)             | Municipal               |
| 1997 (2) | Comunicaciones (10)     | 2–2                     | Suchitepéquez           |
| 1997 (2) | Comunicaciones (10)     | 6–0                     | Suchitepéquez           |
| 2019     | Guastatoya (1)          | 0–1                     | Antigua GFC             |
| 2019     | Guastatoya (1)          | 4–1                     | Antigua GFC             |

- pd – po dogrywce
- k – seria rzutów karnych

## Osiągnięcia
| #  | Klub                | Tytuły | Tytuły |                                                            | Tytuły (lata)          | Tytuły (lata) | Tytuły (lata) |
| #  | Klub                |        |        | Zwycięstwa (lata)                                          | Drugie miejsca (lata)  |               |               |
| -- | ------------------- | ------ | ------ | ---------------------------------------------------------- | ---------------------- | ------------- | ------------- |
| 1. | Comunicaciones      | 10     | 3      | 1955, 1957, 1959, 1960, 1983, 1985, 1991, 1994, 1997, 1997 | 1952, 1984, 1986       |               |               |
|    |                     |        |        |                                                            |                        |               |               |
| 2. | Municipal           | 5      | 4      | 1952, 1967, 1977, 1994, 1996                               | 1955, 1960, 1994, 1997 |               |               |
|    |                     |        |        |                                                            |                        |               |               |
| 3. | Aurora              | 2      | 2      | 1968, 1986                                                 | 1959, 1967             |               |               |
|    |                     |        |        |                                                            |                        |               |               |
| 4. | Xelajú MC           | 1      | 3      | 1963                                                       | 1977, 1980, 1996       |               |               |
|    |                     |        |        |                                                            |                        |               |               |
| 5. | Suchitepéquez       | 1      | 2      | 1984                                                       | 1994, 1997             |               |               |
|    |                     |        |        |                                                            |                        |               |               |
| 6. | Tipografía Nacional | 1      | 0      | 1954                                                       | —                      |               |               |
| 6. |                     |        |        |                                                            |                        |               |               |
| 6. | Galcasa             | 1      | 0      | 1980                                                       | —                      |               |               |
| 6. |                     |        |        |                                                            |                        |               |               |
| 6. | Guastatoya          | 1      | 0      | 2019                                                       | —                      |               |               |
|    |                     |        |        |                                                            |                        |               |               |
| 9. | IRCA                | 0      | 1      | —                                                          | 1957                   |               |               |
| 9. |                     |        |        |                                                            |                        |               |               |
| 9. | Juventud Retalteca  | 0      | 1      | —                                                          | 1985                   |               |               |
| 9. |                     |        |        |                                                            |                        |               |               |
| 9. | Antigua GFC         | 0      | 1      | —                                                          | 2019                   |               |               |